# Bothkamp
Bothkamp er en by og kommune i det nordlige Tyskland, beliggende i Amt Preetz-Land i den sydvestlige del af Kreis Plön. Kreis Plön ligger i den østlige/centrale del af delstaten Slesvig-Holsten.

## Geografi
Bothkamp er beliggende ved Bundesstraße 404 mellem Kiel og Bad Segeberg cirka på højde med Preetz. Til Bothkamp hører Bothkamper See, hvor floden Ejderen har sit udspring, og herregården Bothkamp. Landstraße 49 går gennem kommunen, og forbinder fra Nettelsee B 404 med motorvejen A 7 ved Bordesholm.